# Wittesand
Die Wittesand ist ein ehemaliges Vermessungsschiff der Bundesrepublik Deutschland, das heute als Yacht mit dem Namen Wellesand in Fahrt ist.

## Geschichte
Das Schiff wurde Anfang der 1950er-Jahre in Wilhelmshaven als Nickel gebaut. Es wurde als Versorgungsschiff für Bagger eingesetzt, welche es mit Kohlen für die Dampfmaschinen versorgte. 1974/75 wurde es zum Vermessungsschiff umgebaut und vom Wasserstraßen- und Schifffahrtsamt Bremerhaven als Wittesand für Vermessungsarbeiten im Amtsbereich des Amtes eingesetzt. 1983 wurde das Schiff modernisiert. Dabei wurde u. a. der Kran an Deck entfernt und das Schiff mit zwei Peiljollen, Hummer und Krabbe, nachgerüstet, die mit Hilfe von Davits zu Wasser gelassen werden konnten. 1988 wurde ein Bugstrahlruder eingebaut und das Schiff bekam eine neue MWM-Hauptmaschine mit einer Leistung von 440 kW.
Das Schiff wurde 2004 außer Dienst gestellt und durch die Zenit ersetzt.

## Verbleib des Schiffes
Das Schiff wurde 2004 über die VEBEG für 136.200 Euro nach Ägypten verkauft. Vor der Überführung nach Ägypten wurde es bei MWB Motorenwerke Bremerhaven überholt. In Ägypten wurde das Schiff zu einer Yacht umgebaut und in Wellesand umbenannt.